# Podosfaīrikos Athlītikos Omilos Toxotis
Il Podosfaīrikos Athlītikos Omilos Toxotis (in greco: Ποδοσφαιρικός Αθλητικός Όμιλος Τοξότης - Podosfairikos Athlitikos Omilos Toxotis, abbreviata in PAO Toxotis), noto semplicemente come Toxotis, fondato nel 1945, è una società calcistica greca con sede nella città di Larissa. I colori ufficiali della squadra sono il rosso e il bianco. L'allenatore del club è il suo ex-giocatore del Apollon Larisa, Giannis Vaītsis.

## Storia
Il club venne fondato nel 1945 e ammesso in sovrannumero al campionato regionale della Tessaglia. Nel 1964 Toxotis, Aris, Iraklis e Larisaikos fuse dando vita all’Athlitiki Enosi Larisas, meglio conosciuto come Larissa. Dopo 12 anni, nell'estate 1976, Toxotis ha rifondato. Nel 1985-86 vince il campionato di Prima Divisione di EPSL, conquistando per la prima volta la promozione in un campionato a livello Nazionale, la Delta Ethniki. In Delta Ethniki il club rimane per 9 anni, fino al 1995.
Stadio Alcazar (posti: 13.000) fu terreno interno del Toxotis dal 1945 al 1964 e dal 1976 al 1988.

## Calciatori
Molti famosi calciatori greci hanno giocato nel Toxotis:
- Theofanīs Gkekas
- Kōstas Chalkias
- Giōrgos Agorogiannīs
- Vasilis Karapialis
- Dīmītrios Kolovetsios
- Kōstas Theodōropoulos
- Vasilis Christodoulou
- Ilias Selionis

## Allenatori e presidenti
- 2006 -2011  Stelios Koromilas [4]
- 2020-2021  Christos Gatas
- 2011-2020  Vasilis Dragatzikis
- 2021-   Giannis Vaītsis

- 1987 -1994  Nikos Chrysikos [5]
- 1994 -2013  Stavros Tourlakopoulos [6]
- 2013 -2019  Zisis Tsaknakis
- 2019-  Giorgos Kosmidis